# ماری بناپارت
ماری بناپارت (به انگلیسی: Princess Marie Bonaparte) (۲ ژوئیه ۱۸۸۲ – ۲۱ سپتامبر ۱۹۶۲) که بعد از ازدواج با نام شاهدخت جرج یونان و دانمارک شناخته می‌شد، نویسنده و روان‌کاو فرانسوی بود که با زیگموند فروید ارتباط نزدیک داشت و به فرار فروید از آلمان نازی کمک کرد.
ماری فرزند شاهزاده رولان ناپلئون بناپارت و همسرش ماری فلیکس بلان بود. پدر پدربزرگ ماری، لوسین بناپارت برادر کوچک‌تر ناپلئون بناپارت بود. پدربزرگ مادری او فرانسوا بلان از ثروتمندان مونت‌کارلو بود. ماری در ۲۱ نوامبر ۱۹۰۷ در پاریس با شاهزاده جرج یونان و دانمارک، پسر دوم جرج اول یونان ازدواج کرد. این دو صاحب دو فرزند به نام‌های پیتر (۱۹۰۸–۱۹۸۰) و یوجین (۱۹۱۰–۱۹۸۹) شدند. ماری در ۲۱ سپتامبر ۱۹۶۲ بر اثر ابتلا به سرطان خون در سن-تروپه درگذشت. جسد او در مارسی سوزانده شد و خاکستر او در کنار شاهزاده جرج در تاتوی در نزدیکی آتن قرار گرفت.